# Kalmar BTK
Kalmar BTK är en bordtennisklubb i Kalmar i Sverige, som grundades 14 juni 1960 av Lars Nyblom och Stefan Chmielnik. Klubben blev svenska lagmästare för herrar 1996, 1999, 2000 och 2002. Åren 1996–2006 spelade världsmästaren Jan-Ove Waldner för klubben i Elitserien. Egna produkterna Magnus Wahlgren, Henrik Gustafsson, Glenn Eriksson och Christian Johansson har tagit medaljer på ungdoms sm. Alla tiders lagledare är Lennart Magnusson och ungdomstränare Åke Karlsson.

### Fotnoter
1. ↑  ”Alla segrare”. Svenska Bordtennisförbundet. Arkiverad från originalet den 14 oktober 2013. https://web.archive.org/web/20131014144752/http://iof1.idrottonline.se/SvenskaBordtennisforbundet/ResultatStatistik/Nationellt/SM/Allasegrare1925-2013/. Läst 15 februari 2015.